# Пол Сезан
Пол Сезан (фр. Paul Cézanne; Екс ан Прованс, 19. јануар 1839 — Екс ан Прованс, 22. октобар 1906) био је француски сликар чије дело представља прелаз између импресионизма с краја 19. века и кубизма с почетка 20. века. Био је једна од најзначајнијих личности француског и европског сликарства, са пресудним утицајем на његов даљи развој. Историчари уметности су га сврстали у постимпресионизам, заједно са Ван Гогом и Гогеном.

## Биографски подаци

### Образовање
Рођен је на југу Француске у богатој породици, као ванбрачно дете продавца шешира и ћерке занатлије. Основна школа Св. Јосипа била је за Сезана први контакт са обичним светом, јер се до тада његов свет сводио на породицу, са снажним утицајем оца, који је у међувремену постао успешан банкар. Од 1852. године похађа гимназију, а у интернату се спријатељио са Емилом Золом који ће постати један од његових највећих пријатеља и с којим ће касније размењивати писма о уметности.
Године 1857, се уписује на бесплатну школу цртања и ту се сусреће са многим уметницима. Матурирао је после другог покушаја те иако га интересује музика, литература и сликарство, после матуре се, због очеве жеље, уписује, на право које није волео, али не престаје да похађа школу цртања. Његов отац је платио да не иде у војску. Наду да ће једног дана постати сликар поткрепила је похвала његове уљане слике у школи цртања.

### Пут у Париз
Године 1860, помоћу мајке и сестре Марије од оца добија дозволу да студира у Паризу уметност. Када је његов отац установио да нема таленат да га наследи у банкарству дозвољава му да оде у Париз. Ту се сусреће са Камиј Писаром и другим импресионистима и управо он утиче на Сезана, а понекад су и заједно сликали.
Иако је похађао курсеве сликања није примљен на Школу лепих уметности у Паризу па се вратио кући. Године 1862, купује атеље у Паризу након чега се посвећује сликарству. Ту се упознаје са Алфред Сислием, Огист Реноаром и Клод Монеом, међутим ни то му није помогло да се упише на Академију лепих уметности.
Као двадесетпетогодишњак прилаже своја дела за „салон“ али их комисија, радећи по конзервативним принципима академизма, није прихватила. Слична одбијања је доживела и група осталих импресиониста па их је то подстакло да оснују свој властити „салон“.
Са импресионистима се сусреће на сусретима „Салона независних“ 1863. године, где су његове слике по први пут изложене. Званични салон и даље не прима његове слике. Године 1874, и 1877. излаже на изложбама импресиониста али су његова дела несхваћена и постају извори подсмеха критичара. Сезан се повлачи и дистанцира од својих пријатеља и одлази кући у Екс ан Прованс. Године 1886, његов отац се коначно жени његовом мајком и након тога умире, а Сезан и његове сестре се добијају наследство.
Сезан је све више усамљен. Продавац и скупљач слика Волард 1895. организује Сезанову прву самосталну изложбу. Сезан и даље живи само за своју уметност. Године 1897, умире његова мајка.

### Крај живота
Сезан је купио атеље у Екс ан Прованс и живи у њему сам са својом слушкињом, јер је изолацију сматрао за услов свог рада. Од 1900. не напушта атеље и у ово доба он коначно постаје познат. Дана 15. октобра 1906. године је радио у пленеру и пао у несвест након чега је лежао неколико сати на јаком пљуску. После осам дана је умире у својој 67. години живота од упале плућа. Године 1907, његова дела постижу велике успехе.

## Главни периоди Сезановог рада
Дефинисани су различити периоди у раду и животу Сезана.

### Мрачни период, Париз, 1861–1870
Сезанов рани „мрачни“ период био је под утицајем дела француског романтизма и раног реализма. Модели су били Ежен Делакроа и Гистав Курбе. Његове слике карактерише густ нанос боје, високи контраст, тамни тонови са израженим сенкама, употреба чисте црне и других тонова помешаних са црном, смеђом, сивом и пруском плавом; повремено се дода неколико белих тачака или зелених и црвених потеза четкице да би се осветлило, оживљавајући монохроматску монотонију. Теме његових слика из овог периода су портрети чланова породице или демонско-еротски садржаји, у којима подсећају на сопствена трауматска искуства. Оне се оштро разликују од његових ранијих акварела и скица на Специјалној школи дизајна у Екс ан Провансу у 1859, а њихова насилност изражавања је у супротности са његовим каснијим делима.
Године 1866–67, инспирисан примером Курбеа, Сезан је насликао серију слика палетним ножем. Касније је ова дела, углавном портрете, назвао une couillarde („груба реч за разметљиву мушкост“). Лоренс Говинг је написао да Сезанова фаза палета „није била само проналазак модерног експресионизма, иако је то било случајно; идеја уметности као емоционалне ејакулације први пут се појавила у овом тренутку“.
Међу couillarde сликама налази се серија портрета његовог ујака Доминика у којима је Сезан постигао стил који је „био јединствен као што је импресионизам био фрагментаран“. Каснија дела мрачног периода укључују неколико еротских или насилних тема, као што су Жене које се облаче (око 1867), Отмица (око 1867) и Убиство (око 1867–68), која приказује човека који убада жену коју држи доле његова саучесница.

## Дело
У свом делу је пре свега сликао пејзаже, портрете и мртву природу. Природу није представљао верно већ кроз игру светлости и сенке дајући много пажње на структуру слике. Пејзаже је поједностављивао на геометријске облике и употребљавао је неочекиване сенке и због тога га можемо сматрати претходником кубизма. Његови ликови су без покрета и без израза и мимике.
За свог живота није сматран за великог уметника и сусретао се са погрдама и увредама јер се разликовао од дотадашњих уметника. Његова уметност је била нова, неуобичајена и несхваћена. Јавност је почела да воли његове слике када је превазишла мишљење да су некомплетне, флеке на сликама. Он је спојио боју и простор на нови начин и тиме утицао на сликарство 20. века.
Његова слика „Дечак у црвеном прслуку“, процењена на 100 милиона швајцарских франака, украдена је 10. фебруара 2008. у Цириху и пронађена 11. априла 2012. у Београду.

## Наслеђе
Сезан је радио као релативно непознат сликар све док му Амброаз Волар није понудио самосталну изложбу у Паризу 1895. године. Имао је мали утицај на публику, али је узбудио многе млађе уметнике, а како је Сезан ретко виђан у друштву, почео је да стиче легендарну репутацију „самотњака”. На прелазу столећа многи авангардни уметници поштовали су га као „мудраца”, а Јесењи салон му је 1904. понудио посебну изложбу. Спомен-изложба његових дела на истом месту 1907. године, годину дана након његове смрти, била је важан чинилац за настанак кубизма, а његов накнадни утицај на модерну уметност био је дубок, разнолик и трајан. 
За Брака и Пикаса Сезан је показао начин комбиновања знака дубине са апсолутним поштовањем интегритета сликовне равни. Мање одважни савременици попут Дерена и Фријесза и даље су били под великим утицајем његовог моделирања бојом, што је био кључни фактор у њиховом развоју од фовизма до „чвршће” употребе боје. За неокласичаре двадесетих година прошлог века, са њиховом агендом „враћања реда”, која није била без националистичког и конзервативног призвука, управо је Сезан био најупечатљивији по својој монументалности. За Мондријана, Сезанове изломљене плочице боје биле су оруђе за достизање апстрактне уметности. 
Барнет Науман је предложио радикално другачији поглед, казавши да је Сезан апсолутни импресиониста који је инсистирао, више него било ко други, на својој „потпуној овисности од сензације”. Тврдио је да су други импресионисти сматрали да су ивице предмета илузија и да их стога не треба представљати, али да је за Сезана та илузија саставни део његове сензације и да их је он у ствари и сликао као сензацију. „Зар нико никада није погледао његове аквареле, где је цела слика у ствари проучавање представљања контура?” (Art News, 195; прештампано у Изабрани списи и интервјуи, 1990).

## Одабрана дела
- Плава ваза, 1885—1887. Лувр Париз
- Портрет госпође Сезан, 1883—1887. Приватна збирка САД
- Карташи, 1885—1890. Лувр Париз
- Поглед на Естак, око 1885. Збирка Р. А. Батлера Лондон
- Младић у црвеном прслуку, 1890—1895. Збирка Е. Бирлеа Цирих
- Планина Сент Виктоар, 1904—1906. Уметнички музеј Цирих

## Галерија
- Модерна Олимпија, 1873—1874.
- Младић у црвеном прслуку, 1888—1890.
- Харлекин, 1888—1890.
- Голубарник код Монтбриант, 1888—1892.
- Карташи, 1892—1895.
- Портрет госпође Сезан у жутој наслоњачи, 1893—1895.
- Купачице, 1894—1905.
- Мртва природа са јабукама и наранџама, 1905.